# İlhan Şeşen
İlhan Şeşen (Manisa, 18 de junio de 1948-26 de mayo de 2025) fue un cantante y actor turco. 

## Biografía
Comenzó en la música a los veinte años, en 1968. En 1972 publicó su primer álbum, llamado Kavga. En 1983 fundó junto con Gökhan y Burhan Şeşen el grupo Gündoğarken. En 2002 publicó su segundo álbum en solitario, Neler oluyor bize. En ese año empezó a compaginar su carrera musical con la de actor para la televisión.

## Discografía
Álbumes
- Aşk Haklı (1994) [Türker Prodüksiyon]
- Neler Oluyor Bize (2001) [DMC]
- Şimdi Ben Bu Şarkıları Kime Söyleyeyim (2003) [DMC]
- Aşk Yalan (2005) [DMC]
- İlhan Şeşen (2006) [DMC]
- Gel (2014) [Aşk Müzik Yapım]

## Filmografía
- Saklambaç (2015)
- MîlâT (2015)
- Görüş Günü Kadınları (2013)
- Hayatımın Rolü
- Gönülçelen
- Anadolu Kartalları (2011)
- Annem
- Aliye
- Mühürlü Güller
- Mumya Firarda
- Yeditepe İstanbul
- Cesur Kuşku
- Aşk Üzerine Söylenmemiş Her şey
- Paramparça (2016-2017)